# Min Young-hwan
Min Young-hwan (민영환, 閔泳煥, 7 août 1861 - 30 novembre 1905) est un homme politique, diplomate et général de l'empire coréen, connu pour son engagement en faveur de la modernisation et pour son suicide en guise de protestation au traité d'Eulsa imposé par le Japon à la Corée.
Issu du puissant clan Yeoheung Min (en) et très apprécié du roi, il occupe de nombreux postes importants au sein de l'administration Joseon. Il se retire deux ans de la fonction publique à la suite du meurtre de son père lors de l'incident d'Imo de 1882. Sa tentative de contrer l'influence de la Chine des Qing en passant un accord secret avec la Russie se solde par un échec. Il est ensuite ministre de l'Armée et tente de bâtir une marine moderne selon les standards occidentaux et est connu pour sa répression brutale de la révolution paysanne Donghak de 1894.
En 1896, Min et sa délégation effectuent un tour du monde pour se rendre à Moscou et conclure un pacte avec la Russie pour moderniser la Corée. À son arrivée, fort de son succès, il est renommé ministre de l'Armée mais des différends avec les instructeurs russes, mais aussi avec les fonctionnaires conservateurs et l'empereur lui-même (notamment au sujet d'adopter des cheveux courts à l'occidental) le pousse à la démission 2 mois plus tard. Mais comme son voyage en Russie a été un succès, il est chargé de réitérer l'exploit auprès du Royaume-Uni. Cette nouvelle mission est cependant un échec et Min quitte brusquement l'Europe sans prévenir ce qui lui vaut l'ire du roi qui le démet de ses fonctions.
Après l'instauration de l'empire coréen en 1897, il poursuit sa carrière dans l'administration à des postes importants tels que ministre de l'Armée, de l'Intérieur, de l'Éducation, brièvement Premier ministre, et ministre des Affaires étrangères, et pousse à des réformes de modernisation. Sa position ferme en faveur d'une Corée indépendante lui vaut cependant de nombreuses frictions avec le cabinet pro-japonais. Le 17 novembre 1905, la Corée devient officiellement un protectorat japonais à la suite de la signature du traité d'Eulsa. Il appelle à l'exécution des dignitaires coréens l'ayant signé, surnommés les « cinq traîtres d'Eulsa », et est arrêté par la police militaire japonaise. Très vite libéré, il n'a d'autre choix que de se suicider et met fin à ses jours le 30 novembre, devenant un symbole du mouvement d'indépendance coréen.

## Biographie

### Jeunesse et formation
Min Yeong-hwan est né le 7 août 1861 dans le clan Yeoheung Min (en) et est le fils de Min Gyeom-ho (민겸호, 閔謙鎬), ministre des Finances (hojo). Il passe l'examen littéraire du Gwageo en 1878 et entre ensuite au service du gouvernement en tant que bibliothécaire junior à la Bibliothèque royale (Gyujanggak).
Il gravit les échelons de la fonction publique de Joseon, occupant une succession de postes, dont un poste au Bureau des conseillers spéciaux (hongmungwan, 弘文館) et un autre comme tuteur du prince héritier. Il est l'un des fonctionnaires préférés du roi et est affecté à de nombreux postes importants. Cependant, lors de l'incident d'Imo de 1882, le père de Min est tué par les partisans du prince Daewongun. En conséquence, Min démissionne de ses fonctions et entre en période de deuil. Son aversion pour le système militaire traditionnel a également contribué à son départ. En 1884, Min réintègre la fonction publique et est nommé fonctionnaire du Conseil du personnel (Ijo 吏曹). En mars 1886, Min, qui est en poste sous le nom de Hyeoppan Naemubusa, reçoit l'ordre d'assurer l'indépendance de la Corée en utilisant l'influence de la Russie pour contrôler l'influence croissante des Qing. Avec le parti Gaehwa, il tente de signer un accord secret avec la Russie pour réaliser la volonté du roi. Cependant, cette conspiration est repérée par Min Young-ik et Yuan Shikai, ce qui conduit Li Hongzhang à envisager même l'abdication du roi coréen. Le plan de Gojong est donc un échec et les politiciens Gaewha, tels que Kim Ga-jin et Kim Hak-wu, sont bannis. Très jeune, Min accède au pouvoir en tant que ministre de Yejo en 1887 et ministre de l'Armée en 1888 et 1890. Dans une tentative de construire une marine modernisée, il crée la marine Choseon, et emploie un instructeur de la marine américaine. En 1893, il devient ministre de la Justice (刑曹判書), et en novembre de la même année, il est nommé maire de Hanseong (漢城府判尹). Pendant la révolution paysanne Donghak de 1894, Min est nommé Byeol Ip-jik le 14 septembre 1894 (calendrier lunaire). Il tente de réprimer la révolte en gagnant le peuple, en arrêtant les révolutionnaires, en fournissant suffisamment de munitions à l'armée gouvernementale et en protégeant les bureaux du gouvernement. En raison de ses méthodes dures, il est détesté par les révolutionnaires. Jeon Bong-jun, le chef rebelle, dénonce Min comme étant l'un des fonctionnaires les plus corrompus du gouvernement avec Min Young-jun, et Go Young-gun.. Après cet épisode, Min est nommé ambassadeur aux États-Unis. Cependant, le meurtre de la reine, par les troupes japonaises en octobre 1895, l'empêche de prendre ce poste.

### Portrait par Henry Savage-Landor
Dans ses mémoires de voyage en Corée publiées en 1895, l'artiste britannique Arnold Henry Savage Landor rapporte une entrevue et un portrait dessiné par Min, connu (en anglais) sous le nom de « Prince » Min-Young-Hwan. A cette époque, il est commandant en chef de l'armée et offre des présents à l'artiste.

### Visites en Europe
Le 3 avril 1896, Min est nommé ambassadeur spécial en Russie pour participer au couronnement du tzar Nicolas II. Sa délégation apporte 17 présents pour le souverain. Il se rend en Russie avec son secrétaire Gim Deuk-ryeon, le traducteur Gim Do-il et le vice-ministre de l'Éducation Yun Chi-ho. Il reçoit 20 000 $ du gouvernement coréen pour son voyage. Sa délégation monte à bord du navire Impératrice le 11 avril à Incheon. La raison pour laquelle Min est choisi comme ambassadeur spécial est parce qu'il est membre du club Jeong-Deong, ce qui l'a familiarisé avec de nombreux étrangers en Corée, et est un politicien modéré et loyal au sein du gouvernement. Arrivant à Yokohama le 16 avril, ils visitent la légation coréenne puis naviguent vers le Canada, et le 29 avril, arrivent à Vancouver. Le 5 mai, ils arrivent à Montréal. Ils visitent New York, et embarquent sur le Lucania. Après 7 jours de navigation, la délégation de Min fait escale à Liverpool. Le lendemain, ils arrivent à la gare de Berlin Friedrichstraße, puis à 8 heures du matin le 18 mai, ils atteignent Varsovie (alors dans l'empire russe), où ils sont accueillis par des officiers militaires. Le 19 mai, ils montent dans un train pour Moscou, où ils arrivent finalement le 20 mai. Le lendemain, Min visite le palais du gouverneur de Moscou. Le 22 mai, Min rend visite au tsar à qui il remet une lettre du roi coréen. Le tsar répond à Min : « Chaque fois qu'il plaira à Votre Majesté de s'enquérir des affaires de la Corée, l'envoyé extraordinaire est préparé et autorisé par son gouvernement à présenter à Votre Majesté dans leur intégralité l'état et les besoins de la Corée. Pour entrer en contact avec des politiciens russes, Min se rend à Saint-Pétersbourg où il rencontre Alexis Lobanov-Rostovski, le ministre des Affaires étrangères, et lui fait part des cinq demandes du gouvernement coréen qui sont :
1. que la Russie soit gardienne de la protection du roi jusqu'à ce que l'armée coréenne soit transformée en une force fiable
2. d'envoyer des instructeurs militaires
3. d'envoyer des conseillers : un pour la Maison Royale auprès du Roi, un pour le ministère, un pour les mines, les chemins de fer, etc.
4. d'établir une liaison télégraphique entre la Russie et la Corée à des conditions avantageuses pour les deux parties, ainsi que d'envoyer un expert en télégraphie
5. un prêt de 3 millions de yens pour purger la dette japonaise

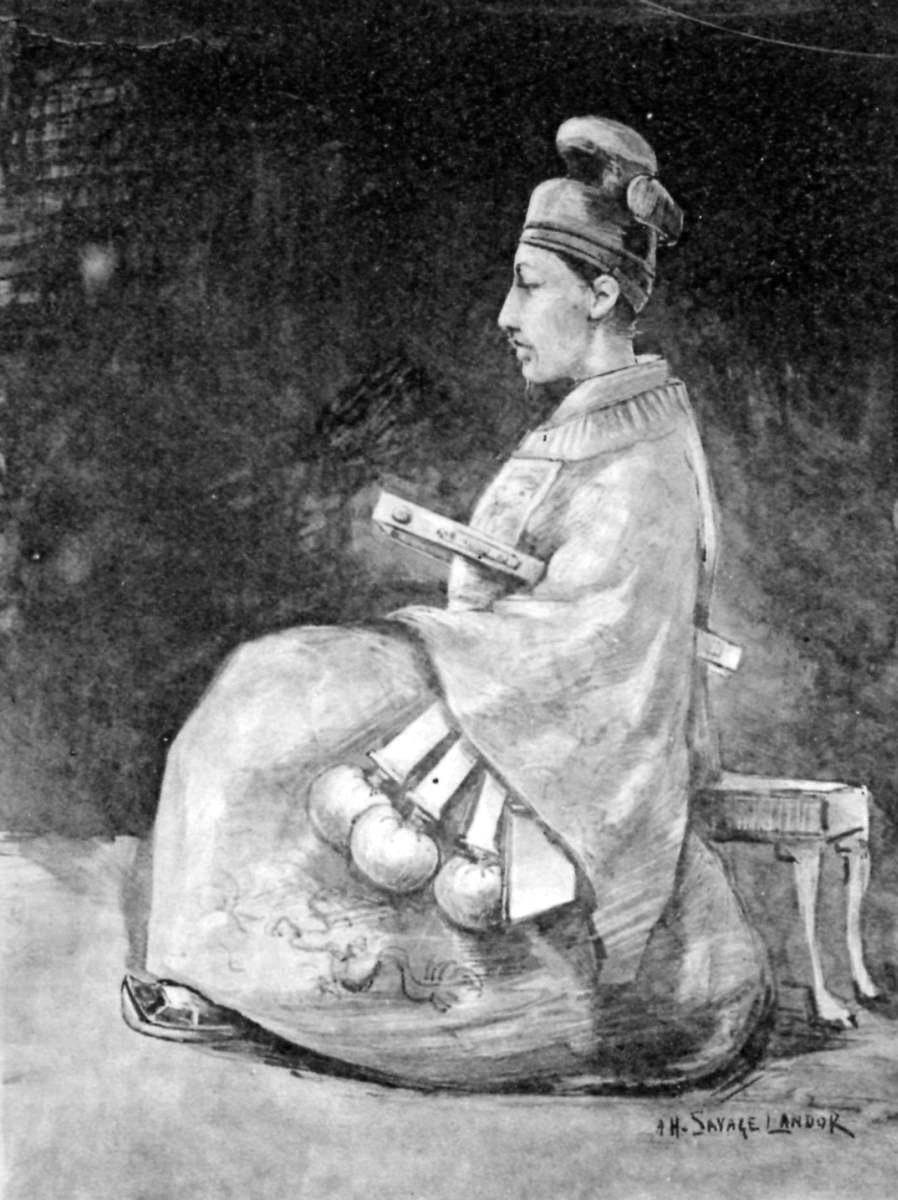
Portrait par A. Henry Savage-Landor (publié en 1895). Le prince est en deuil et secrètement, avec la permission du roi, abandonne le blanc obligatoire pour pouvoir être représenté en robe bleue.

Lobanov s'engage à y répondre dans les plus brefs délais. Le 13 juin, Min reçoit des réponses de Lobanov qui déclare que fournir des gardes au roi de Corée ne serait pas possible en raison de conflits prévisibles avec les Britanniques ou les Allemands, mais accepte d'envoyer un instructeur d'économie pour rembourser la dette, d'établir des lignes téléphoniques et d'envoyer des instructeurs militaires. Même si la Russie répond sans enthousiasme à la Corée, Min reçoit 13 instructeurs militaires russes qui sont des travailleurs contractuels du gouvernement Joseon pour trois ans de service. Après avoir reçu la réponse de Lobanov, la délégation de Min reste en Russie jusqu'en août et inspecte les installations russes, y compris les bases militaires, les tribunaux, les prisons, les écoles et les bases militaires,. Ensuite, ils retournent en Corée via Novgorod, Irkoutsk, Khabarovsk et Vladivostok, arrivant finalement le 21 octobre 1896 et remettent la lettre de Nicolas II à Gojong dans la légation russe. Peu de temps après son retour, Min est interrogé par le journal Dongnip Shinmun, dans lequel il déclare que le voyage en Europe a fait de lui un nouvel homme. Il proclame qu'il fera tout pour la modernisation de la Corée. Juste après le voyage, le 12 novembre 1896, Min est nommé lieutenant-général et ministre de l'Armée.
Min reçoit les instructeurs militaires russes le 26 octobre 1896. On s'attend à ce qu'il soit un grand chef militaire pour moderniser l'armée coréenne. Ces instructeurs russes forment environ 800 gardes, ce qui aide Gojong à revenir au palais depuis la légation russe. Cependant, le mandat de Min en tant que ministre de l'Armée est éphémère. Il a des conflits avec le colonel Dmitri Poutiata (en) (le chef des instructeurs russes) : Poutiata se plaint de l'incapacité de Min à plusieurs reprises. De plus, Min mène des réformes si radicales que son exigence de coupes de cheveux courts lui vaut des différends avec les conservateurs et l'empereur et il finit par démissionner de son poste le 15 janvier 1897.
Le 11 janvier 1897, Min est de nouveau envoyé en Europe en tant que ministre plénipotentiaire coréen au jubilé de diamant de la reine Victoria et reçoit 40 000 $ du gouvernement pour couvrir ses frais de voyage. Un autre ordre que Min reçoit du gouvernement est de signer un traité secret avec la France et l'Allemagne pour la protection de l'autonomie coréenne. Il se rend à Saint-Pétersbourg pour persuader le gouvernement russe de prolonger le mandat de Karl Ivanovitch Weber et de retirer sa nomination comme envoyé russe au Mexique, et d'organiser un traité secret entre la Russie et la Corée. Cependant, le ministre russe des Affaires étrangères reste inflexible quant au remplacement de Weber. Le 5 juin, Min arrive à Londres et rejoint Min Sang-ho le lendemain. De plus, les lettres de créance coréennes sont rejetées par le gouvernement britannique. Le secrétaire britannique attaché à Min, Cavendish, rapporte ce fait à l'instructeur financier britannique Brown et analyse que cet échec est dû au frère cadet de Min, Min Yeong-chan, qu'il considère comme la personne la plus désagréable au monde. Pire encore, Min ne réussit pas à signer des traités avec la France et l'Allemagne, ce qui n'apporte aucun succès diplomatique au voyage. Sans terminer son devoir, Min quitte brusquement l'Europe le 17 juillet 1897 et se rend en Amérique, ce qui retarde le déploiement des instructeurs russes en Corée. Le gouvernement coréen est furieux de l'échec de Min, cède et interrompt son aide financière à Min Young-hwan et Min Sang-ho. Gojong le démet de ses fonctions le 30 juillet 1897.

### Empire coréen et suicide
À son retour en Corée, Min devient un fervent partisan du Club de l'indépendance, et est de nouveau interrogé par son journal, le Dongnip Shinmun. Deux voyages diplomatiques en Europe ont amené Min à s'engager profondément dans la réforme Gwangmu (en). Bien qu'il ait lui-même demandé de nombreuses réformes, seules certaines (principalement militaires) sont effectivement exécutées. Après la formation du cabinet de Bak Jeongyang, Min revient à la politique coréenne en tant que fonctionnaire spécial du Gungnaebu. Ensuite, il accède au pouvoir en étant nommé ministre de l'Armée et de l'Intérieur le 12 octobre 1898. Min lance une réforme militaire, en commençant par ordonner à tous les officiers et soldats de porter des uniformes militaires le 14 octobre 1898. Le 5 novembre 1898, Min fonde l'école Heunghwa, arguant qu'il est nécessaire d'importer la culture occidentale. Le 4 décembre 1898, Min devient Chamjung du Conseil d'État de l'Empire coréen, et ministre de l'Économie le 20 décembre 1898. Il déclare que la raison pour laquelle l'impôt n'est pas collecté est parce que les fonctionnaires locaux sont corrompus et essaie d'arrêter cela. Cependant, alors que l'empereur commence à opprimer la faction libérale de Corée, Min, en tant que politicien libéral, voit sa position menacée et est remplacé par des politiciens conservateurs. Le 15 mars 1899, il est nommé envoyé résident en Amérique. Le 19 février 1900, il devient chef de la comptabilité du Conseil des maréchaux et pour son service à ce poste, il reçoit l'ordre de Taegeuk de 1ère classe. Il est nommé commandant de la police militaire à partir du 2 août 1900, et le 9 août, il est nommé président de la section d'attribution. En 1902, il fonde le Parti réformiste avec Yi Dong-hwi (en). Le parti succède au Club de l'indépendance en tant que fraction réformatrice de la Corée impériale,.
Le 1er mars 1904, Min est nommé ministre de l'Intérieur, mais démissionne peu de temps après, et devient ministre de l'Éducation le 8 mars 1904. Il critique la négligence de ce ministère et tente de nommer des fonctionnaires du gouvernement parmi les diplômés des écoles publiques, tandis que les diplômés des écoles privées doivent passer un examen pour entrer dans la fonction publique. La réforme qu'il souhaite apporter doit être un changement progressif sur 3 ou 4 ans. De plus, il conseille à tous les enfants d'aller à l'école. Concernant l'invasion coréenne de la Mandchourie (en), Min n'est pas d'accord avec la convocation de Yi Bum-yun et affirme que les responsables Qing répandent des rumeurs sur les forces coréennes dans la région. Le 25 mai, il démissionne de son poste de ministre de l'Éducation, et le 26 mai 1904, il est nommé chef de la comptabilité du Conseil des maréchaux. Son opposition au traité nippo-coréen de 1904 (en) l'a amène à être nommé chef écuyer, ce qui est un poste sans importance. S'opposant au cabinet pro-japonais, il continue à occuper des postes vacants, et connait en outre un conflit avec l'organisation pro-japonaise Iljinhoe. Le 26 mars 1905, il est nommé Premier ministre à la suite de la démission de Cho Byeong-shik,,. En tant que Premier ministre, il tente d'empêcher la propagation du chamanisme, qui est illégal mais répandu. Il recommande de recourir aux forces de police pour interdire les chamanes et sa demande est acceptée. Il est démis de ses fonctions le 4 avril 1905 et devient chef écuyer le 24 juin. Le 9 septembre 1905, il est nommé ministre des Affaires étrangères. Peu de temps après cette nomination, il démissionne de son poste. Il recommande Han Kyu-seol comme prochain premier ministre afin d'empêcher la Corée de devenir un protectorat japonais. Min et Han envoient Syngman Rhee en Amérique pour revendiquer l'indépendance de la Corée.

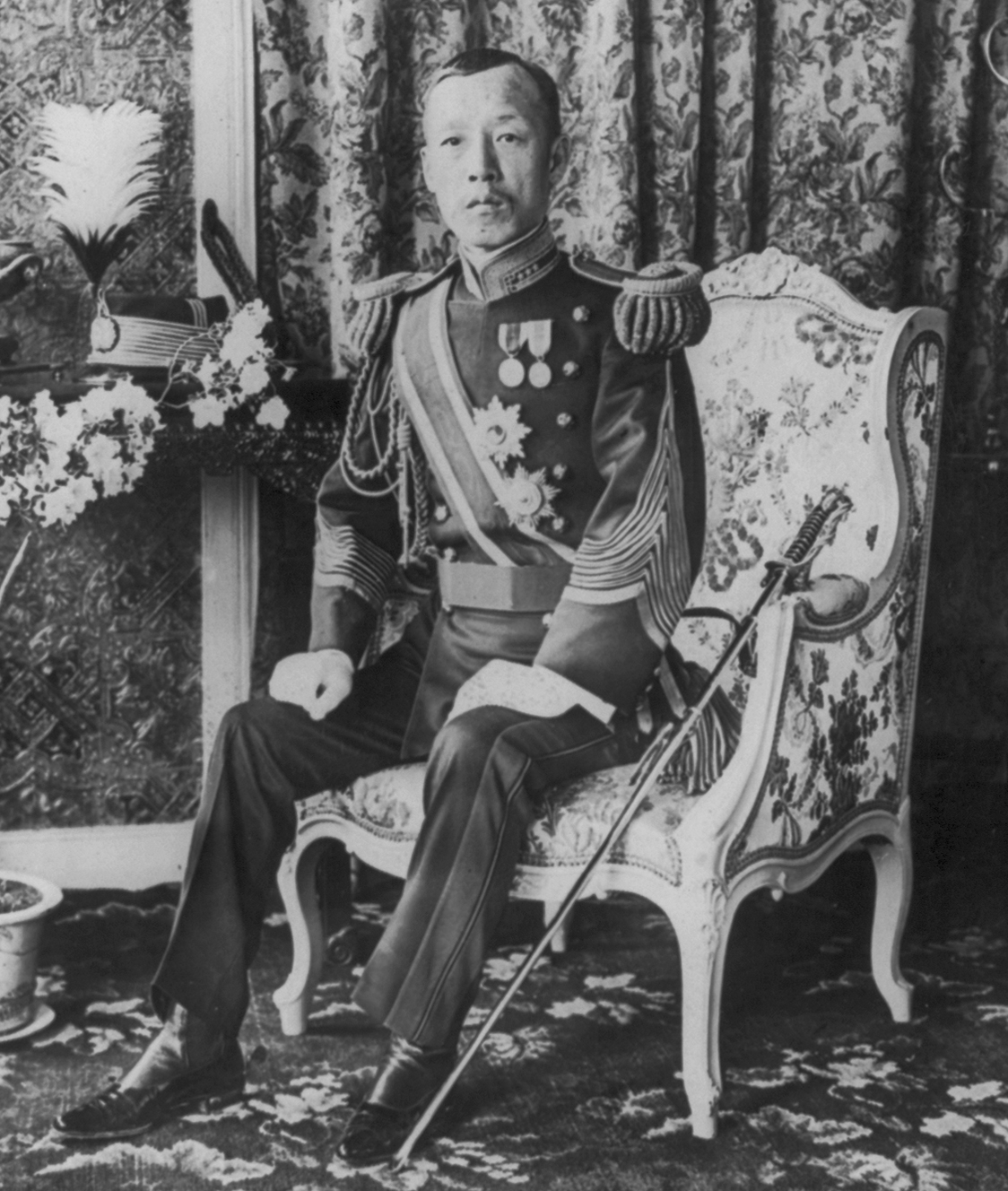
Min Young-hwan dans son uniforme.

Le 17 novembre 1905, le Japon impose à la Corée le traité d'Eulsa, faisant de la Corée un protectorat japonais. On raconte qu'après avoir entendu parler de ce traité trois jours après sa conclusion, Min « s'est évanoui plusieurs fois et a vomi du sang ». Il supplie l'empereur Gojong d'annuler le traité et d'exécuter les cinq fonctionnaires coréens l'ayany signé, désormais couramment surnommés les « cinq traîtres d'Eulsa » (Eulsa ojeok). Même si l'empereur interdit les appels à punir ces cinq hommes, Min ne suit pas cet ordre et demande à nouveau le 29 novembre 1905 à les exécuter. Lui et Jo Byeong-se, qui fait la demande à l'empereur avec Min, attendent da réponse à la porte Dae Ahan du Deoksugung. La police militaire japonaise les emprisonne à Pyeong-li won, la cour suprême de la Corée impériale. Après avoir été libéré, Min réalise qu'il doit se suicider. Il retourne chez Yi Won-sik et tente de se suicider avec un petit couteau à deux reprises de se suicider, la première échoue parce que le couteau est trop court pour le tuer, et il réussit la deuxième fois. Après sa mort, dans ses poches sont retrouvés cinq messages identiques au dos de ses cartes de visite adressées aux représentants de la Chine, de la Grande-Bretagne, des États-Unis, de la France et de l'Allemagne, dans lesquels il implore ces puissances de reconnaître la véritable situation en Corée. Il laisse également un dernier message adressé au peuple coréen, dans lequel il promet d'aider ses compatriotes « du monde inférieur » s'ils renforcent leur volonté et leur esprit collectifs et exercent leur savoir dans un effort tous azimuts pour « restaurer notre liberté et notre indépendance [coréennes] ». Min reçoit des funérailles nationales du gouvernement, au cours desquelles environ 6000 à 7000 personnes assistent à ses funérailles et des milliers pleurent sa mort. Yun Chi-ho écrit ce qui suit à propos de la mort de Min : « Min Young-hwan s'est suicidé. J'aurais aimé qu'il meure en combattant, s'il avait décidé de mourir. Tous les honneurs pour son courage calme. Tous les honneurs pour son patriotisme. Tous les honneurs à sa mort héroïque. Sa mort fera plus de bien que sa vie ».

## Après sa mort

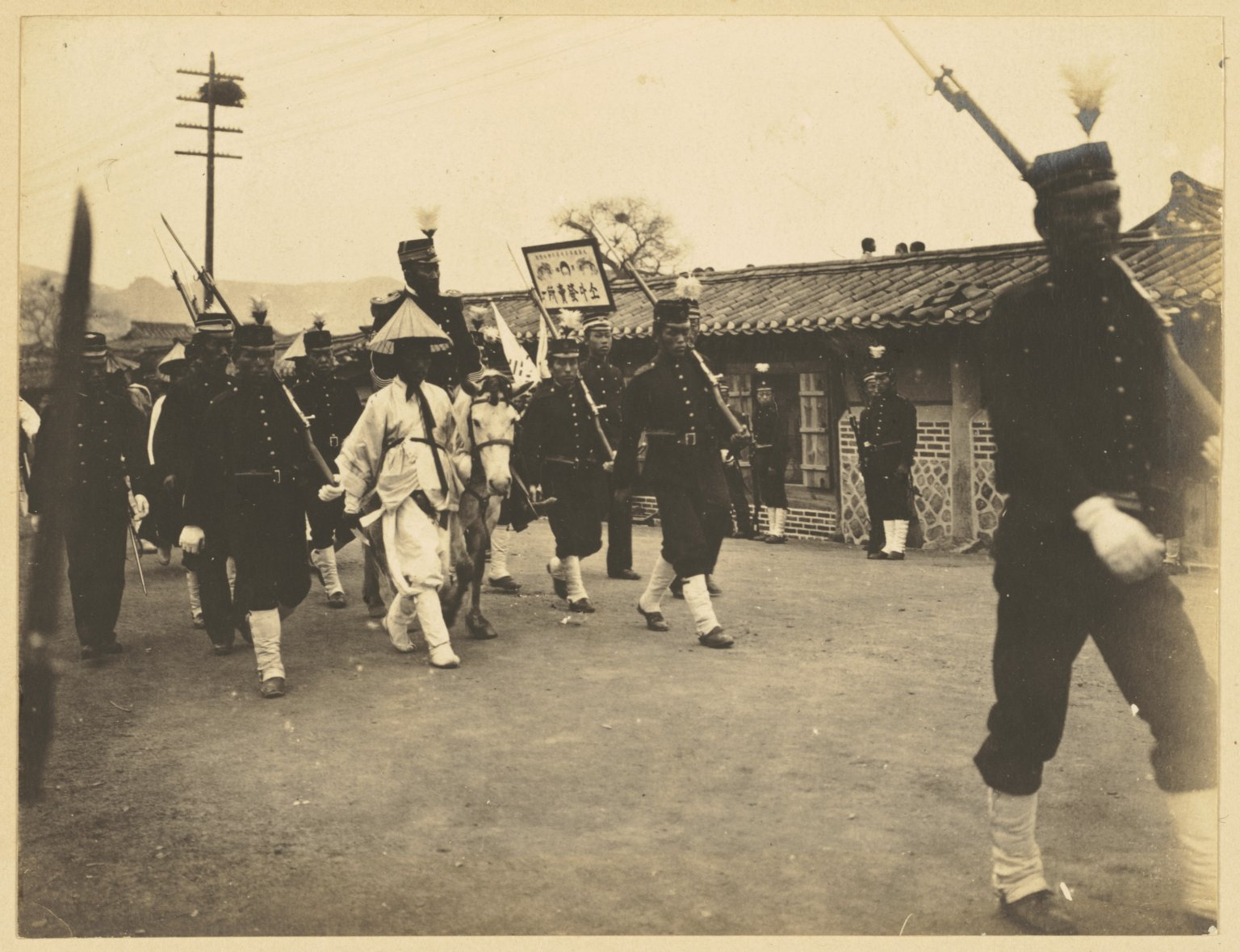
Funérailles nationales de Min Young-hwan.

Certains fonctionnaires, dont Jo Byeong-se, et son tireur de pousse-pousse, se suicident après la mort de Min.
Min est nommé à titre posthume Dae-Gwang-Bo-Guk-Seung-Rok Dae-bu (大匡輔國崇祿大夫), qui est la plus haute fonction de la fonction publique coréenne. Gojong  lui donne le nom posthume de « Chung mun » et lui décerne l'ordre du Cheok d'Or pour son honneur au pays. Son nom posthume est révisé en « Chung jeong » le 3 décembre 1905. Il est enterré à Yongin, puis consacré au sanctuaire de Jongmyo le 16 février 1921.
Après l'indépendance de la Corée, Min est commémoré comme l'une des figures du mouvement d'indépendance en décembre 1945. Selon une enquête réalisée auprès des étudiants coréens en 1952, Min est l'une des personnes les plus respectées avec Sejong le Grand et Yi Sun-sin. En 1962, il reçoit à titre posthume l'ordre du Mérite de la Fondation Nationale par le gouvernement sud-coréen.

## Réformes
Son voyage en Europe lui a donné un grand désir de réformer son pays. Pour cette raison, Min est soutenu par le Club de l'indépendance et est l'un des ministres clés de la réforme de Gwangmu (en).

### Militaires et politiques
Depuis que Min a visité de nombreux pays européens et a été témoin de leur système militaire, il est considéré par les Européens comme le meilleur homme pour mobiliser l'armée impériale coréenne. Cependant, il ne répond pas à ces attentes après avoir été nommé ministre de l'Armée. Il fait venir des instructeurs militaires russes pour moderniser l'armée en 1896 et est nommé ministre de l'Armée juste après son retour de Russie. Cependant, les officiers russes le critiquent pour ne pas avoir répondu aux attentes. Même sans répondre aux attentes, Min sait toujours que le système militaire de Joseon doit être modernisé et essaie de poursuivre les réformes militaires. Il s'engage dans la création de l'académie militaire de l'empire coréen (en). Il contribue à l'augmentation des Qinwidae, à la création des Siwidae, de la fanfare militaire et du Conseil des maréchaux (en). En 1904, il est nommé comme l'un des rédacteurs du système militaire, même s'il s'agit d'une réforme militaire menée par le Japon impérial pour contrôler la croissance de l'armée impériale coréenne.
Min a écrit les paroles de l'hymne national de l'empire coréen (en). Il essaie également d'augmenter l'autorité de l'empereur en créant une enseigne de l'empereur, du prince héritier et des princes. Simultanément, Min soutient le parlement coréen, ce qui affaiblit l'autorité de l'empereur. Lorsque le gouvernement dirigé par Bak Jeongyang et Min est formé le 13 octobre 1897, après des jours de protestations du Club de l'indépendance, le gouvernement commence à établir un parlement. Cependant, l'empereur freine la réforme préconisant des responsables gouvernementaux, tels que Min, en nommant des responsables pro-russes et conservateurs à des postes importants. Grâce aux efforts de Min, Bak et des membres du Club de l'indépendance, un véritable parlement, le Jungchuwon, est créé.

### Soutient au Club de l'indépendance
Min est un grand partisan du Club de l'indépendance. Il fait partie du club à l'époque où il s'agit du Club Jeongdong, avec Yun Chi-ho, Yi Wan-Yong, Yi Sang-jae, et Seo Jae-pil. Après de nombreux voyages à travers le monde, il réalise la nécessité pour Joseon de réformer son système. Pour cette raison, il a des conflits avec le Club Hwangguk, un club conservateur de Corée qui déteste le Club de l'indépendance, et les membres du Club Hwangguk tentent même de l'assassiner. Le soutien de Min au Club de l'indépendance le fait tomber du pouvoir lorsque l'organisation est dissoute après de fausses rumeurs de leurs rivaux politiques.

### Éducation
Min souligne l'importance de l'éducation. Il enquête sur certaines écoles possédant leurs propres biens. Il crée une école nommée Heunghwa, dont il est le premier directeur. L'école s'agrandit car c'est la seule à proposer des cours du soir. Cependant, l'augmentation du nombre d'étudiants entraîne également des difficultés financières, qui conduisent l'école à fermer ses portes en 1911.

## Bambou de sang
Un an après la mort de Min, il est rapporté qu'un bambou aurait poussé là où ses vêtements ensanglantés avaient été posés. Beaucoup de gens pensent que ce bambou se serait nourri du sang de Min, de sorte qu'il est surnommé Hyeoljuk (血竹, « bambou de sang »). Mystérieusement, le nombre de ses feuilles était de 45, l'âge de Min au moment de sa mort (selon le calendrier  coréen).

## Évaluation
Horace Newton Allen (en) écrit : « Min Young-hwan. Anciennement connu sous le nom de Bon Min, dernièrement quelque peu décevant. Bonnes intentions mais faibles et vacillantes. Apparemment l'actuel chef du clan Min ».

## Distinctions
Empire coréen
- Ordre du Cheok d'Or (à titre posthume) le 1er décembre 1905[92]
- Ordre de la Fleur de Prunier le 16 septembre 1904[110]
- Ordre de Taegeuk (1ère classe) le 22 avril 1900[57]

### Étrangères
Empire russe
- Ordre de l'Aigle blanc le 24 octobre 1896[111],[112]

 Empire du Japon
- Ordre du Soleil levant (1ère classe) le 30 mars 1904[113]

## Galerie

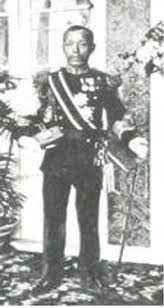
Min Young-hwan dans son uniforme
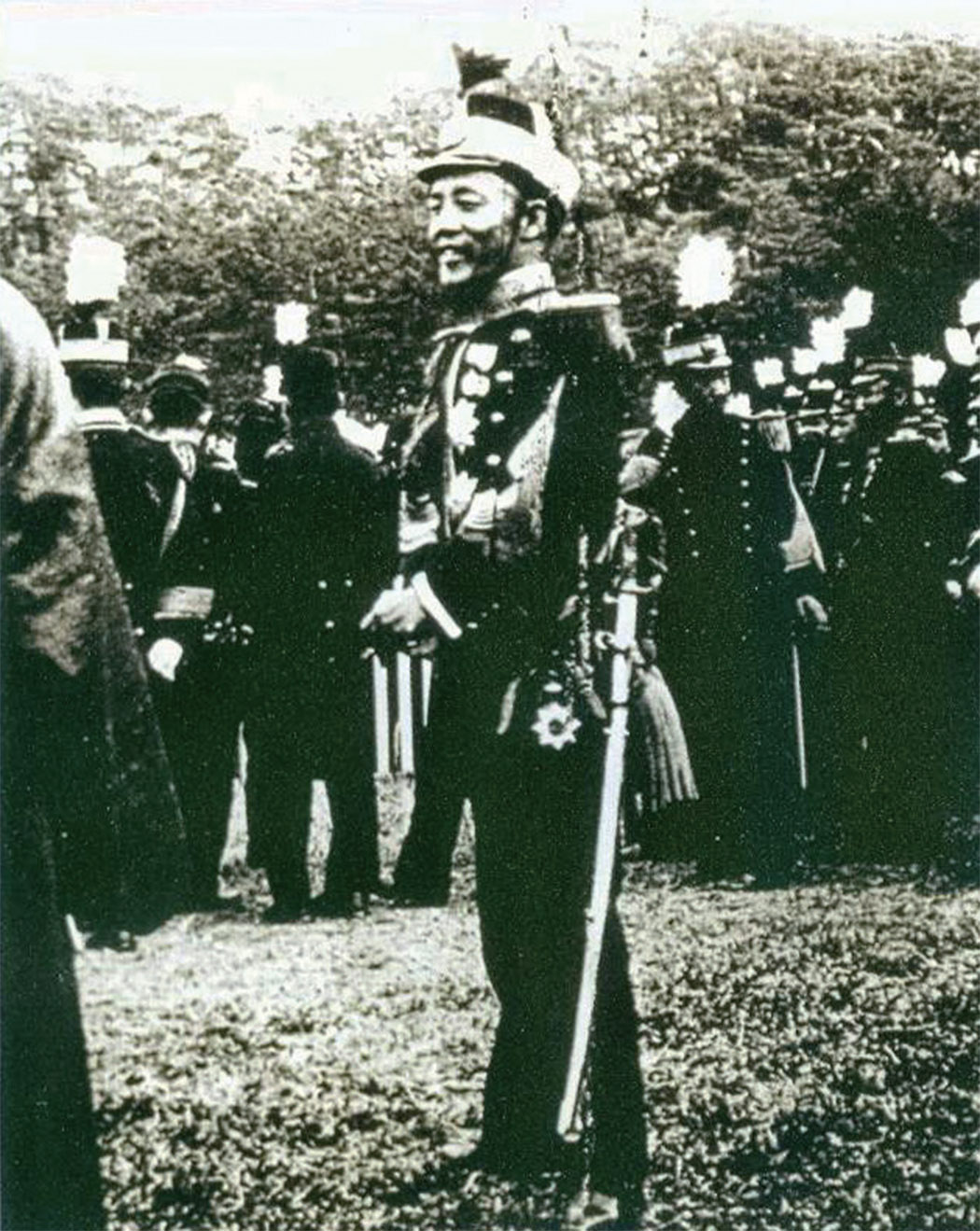
Min Young-hwan en uniforme et avec son sabre
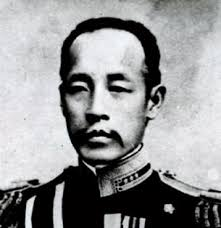
Min Young-hwan
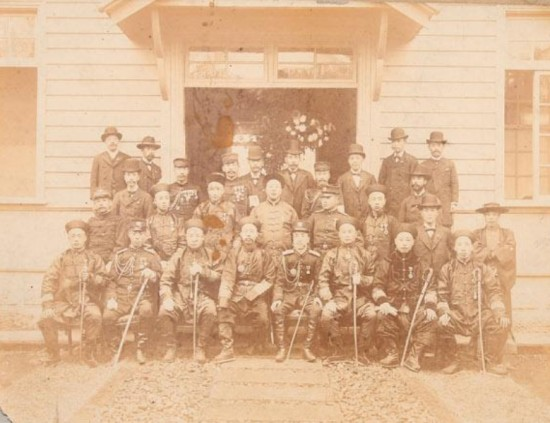
Min Young-hwan en 1902 lors d'une conférence militaire à Kumamoto
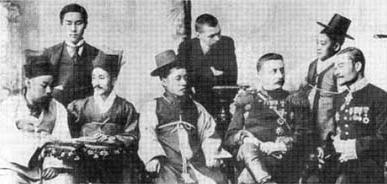
Min lors de son voyage au couronnement de Nicolas II

## Dans la culture populaire
- Interprété par Choe Jang-so dans le film nord-coréen An Emissary of No Return (en) en 1984.
- Interprété par Jo Seung-yeon dans le film sud-coréen Gabi (en) en 2012.

## Bibliothèque
Seoung-hyeon Yi, « 민영환의 '殉國' 담론에 대한 고찰 », 江原史學, vol. 26,‎ 2014, p. 99–146 (lire en ligne)
Michael Finch, Min Yong-hwan: A Political Biography, University of Hawaii Press, 2002 (ISBN 9780824825201, lire en ligne)
Homer Hulbert, The Korea Review, 1904 (lire en ligne)
Won-Mo Kim, « 한국의 영국 축하사절단 파견과 한·영 외교관계 », The Oriental Studies, no 32,‎ 2002, p. 87–126 (lire en ligne)
- Ressources relatives aux beaux-arts :   - Grove Art Online
  - Union List of Artist Names
- Notices d'autorité :   - VIAF
  - ISNI
  - BnF (données)
  - IdRef
  - LCCN
  - GND
  - Pays-Bas
  - Israël
  - Norvège
  - Tchéquie
  - Corée du Sud
  - WorldCat